# Kakujay Alajos
Kakujay Alajos (Mercyfalva, 1843. november 23. – Budapest, 1879. január 6.) a pesti első hazai takarékpénztár-egyesület tisztviselője, színműíró. Kakujay Károly tanfelügyelő öccse.

## Életútja
Kakaujay József mercyfalvai jegyző és Jeszenszky Leontina fia. A négy gimnáziumi osztályt Aradon végezte, azután Bécsbe ment a Josefinum akadémiára, ahol a katonai orvosi pályára készült. Azonban megbetegedett, s fél év után Szarvasra ment és ott a gimnázium V. és VI. osztályát végezte. Innen Temesvárott az árvaszékhez lépett be joggyakornoknak, 1867-ben pedig Budára a főszámszékhez. 1870-ben a pesti első hazai takarékpénztár titkára lett. Elhunyt 35. évében Budapesten.
Szinműveket írt, melyeket Budán családi körökben adtak elő és melyek közűl egy nyilvános színpadra is került.